# Joseph Farnham
Pour les articles homonymes, voir Farnham.
Joseph White Farnham (né le 2 décembre 1884 à New Haven (Connecticut) et mort le 2 juin 1931 à Beverly Hills (Californie)) est un scénariste américain de l'époque du cinéma muet. 
C'est un des membres fondateurs de l'Academy of Motion Picture Arts and Sciences qui délivre les Oscars du cinéma.

## Biographie
Joseph Farnham fait ses débuts dans le cinéma grâce à ses relations dans le monde du théâtre. Son plus gros succès est certainement La Grande Parade (The Big Parade). En 1927, il fait partie des membres fondateurs de l'Academy of Motion Picture Arts and Sciences. Lors de la 1re cérémonie des Oscars en 1929, il était possible d'être récompensé pour plusieurs films, et il reçoit le premier et unique Oscar décerné pour les meilleurs intertitres pour les films  Le Bel Âge (The Fair Co-Ed), Ris donc, Paillasse ! (Laugh, Clown, Laugh) et Tu te vantes (Telling the World). 
Mort d'une crise cardiaque en 1931, il est le premier récipiendaire d'un Oscar à décéder.

## Filmographie partielle
- 1922 : Oh, Mabel Behave de Mack Sennett et Ford Sterling
- 1924 : Les Rapaces (Greed) d'Erich von Stroheim
- 1925 : La Grande Parade (The Big Parade) de King Vidor et George W. Hill
- 1926 : Marine d'abord ! (Tell It to the Marines) de George W. Hill
- 1926 : L'Oiseau noir (The Blackbird ) de Tod Browning
- 1926 : La Route de Mandalay (The Road to Mandalay) de Tod Browning
- 1927 : La Morsure (The Show) de Tod Browning
- 1927 : The Red Mill de Roscoe Arbuckle
- 1927 : Slide, Kelly, Slide  d'Edward Sedgwick
- 1927 : Rookies de Sam Wood
- 1927 : Londres après minuit (London After Midnight) de Tod Browning
- 1927 : Le Chevalier pirate (The Road to Romance) de John S. Robertson
- 1927 : Le Bel Âge (The Fair Co-Ed)
- 1928 : Dans la ville endormie (While the City Sleeps) de Jack Conway
- 1928 : La Piste de 98 (The Trail of '98) de Clarence Brown
- 1928 : Tu te vantes (Telling the World) de Sam Wood
- 1928 : Alias Jimmy Valentine de Jack Conway
- 1928 : Ris donc, Paillasse ! (Laugh, Clown, Laugh) de Herbert Brenon
- 1928 : L'Opérateur (The Cameraman) d'Edward Sedgwick et Buster Keaton
- 1929 : So This Is College de Sam Wood
- 1929 : The Unholy Night (en) de Lionel Barrymore
- 1929 : La Treizième Chaise (The Thirteenth Chair) de Tod Browning
- 1929 : Tonnerre (Thunder) de William Nigh
- 1930 : The Big House de George W. Hill et Ward Wing

## Distinctions
Joseph Farnham a reçu le seul et unique Oscar des meilleurs intertitres en 1929 lors de la 1re cérémonie des Oscars, cette récompense étant supprimée l'année suivante en raison de l'arrivée du cinéma parlant.